# Herb Ekwadoru

Herb Ekwadoru

Herb Ekwadoru w obecnej formie został przyjęty w 1900 roku, a bazuje na wcześniejszej wersji z 1845.
Owalna tarcza herbowa przedstawia rzekę Guayas z wulkanem Chimborazo w tle. Statek na rzece nosi nazwę Guayas i był pierwszym zdatnym do żeglugi parowcem zbudowanym na zachodnim brzegu Ameryki Południowej. Zamiast masztu na statku umieszczono kaduceusz, symbolizujący ekonomię i handel. Na górze umieszczone jest złote słońce otoczone przez astrologiczne symbole barana, byka, bliźniąt oraz raka, symbolizujące miesiące od marca do lipca – czas trwania rewolucji marcowej w 1845 roku. Kondor nad tarczą herbową symbolizuje siłę i wielkość Ekwadoru, a wokół niej umieszczono ekwadorskie flagi.

## Historia

Wicekrólestwo Nowej Granady 1717–1819
Wolna Prowincja Guayas 1820
Gran Colombia 1821–1830
Niepodległy Ekwador 1830–1835
1835–1843
1843–1845
1845–1860
1860–1900
od 1900